# Allan B. Calhamer
Allan Brian Calhamer (Hinsdale, 7 dicembre 1931 – La Grange, 25 febbraio 2013) è stato un autore di giochi statunitense, principalmente noto per essere l'autore del wargame strategico Diplomacy.

## Biografia
Il padre di Calhamer era un ingegnere e la madre un'insegnante di scuola, studiò alla Lyons Township High School e ricevette una borsa di studio per l'Università di Harvard, dove giocava nella squadra di scacchi. Dopo essersi diplomato (Bachelor of Arts) in storia e scienze politiche fu esonerato dal servizio militare a causa del diabete e si iscrisse all'Harvard Law School. Dopo un anno e mezzo abbandonò i corsi tentò di entrare nell'United States Foreign Service ottenendo solo un incarico temporaneo di tre mesi in Africa.
Dopo il suo ritorno iniziò a scrivere le regole di un gioco che sarebbe diventato Diplomacy (all'epoca era intitolato The Game of Realpolitik), in cui mette sette giocatori al comando di una delle potenze europee prima della prima guerra mondiale. Anche se non aveva completato gli studi di legge, il prototipo del gioco fu una delle ragioni per cui venne assunto dalla Sylvania nel 1958 come ricercatore operativo. L'ispirazione per il gioco fu un corso sulla storia europea del XIX secolo e il testo usato per il corso, Origins of the World War.
Incoraggiato dai suoi amici Calhamer autopubblicò il suo gioco come Diplomacy nel 1959, stampandolo in 500 copie che vendette attraverso negozi di giocattoli di New York, Chicago e Boston. Sei mesi più tardi, dopo aver venduto tutte le copie stampate, lo cedette in licenza all'Avalon Hill. Nel corso degli anni è stato pubblicato in Nord America da Games Research, Avalon Hill e Hasbro ed è stato tradotto in diverse lingue. Fin da almeno il 1963 è stato giocato per posta e in tempi più recenti viene giocato anche per email o online.
I diritti ricavati dal gioco non furono mai sufficienti per mantenersi indipendentemente e dopo sei anni Calhamer lasciò l'impiego alla Sylvania cercando inizialmente lavoro come programmatore, finendo poi per farsi assumere come postino nel quartiere di La Grange Park.. Lavoro che mantenne fino alla pensione nel 2004.
Calhamer ha scritto un libro sul suo gioco, Calhamer on Diplomacy: The Boardgame "Diplomacy" and Diplomatic History.